# Cap Bénat
Le cap Bénat est une petite pointe rocheuse et un vaste domaine privé sur le littoral méditerranéen du Var. Il est situé dans la commune de Bormes-les-Mimosas et fait face aux îles de Porquerolles et de Port-Cros. Largement couvert de pins, il accueille des maisons résidentielles, le phare du cap Blanc et un sémaphore de la Marine nationale. Le fort de Brégançon se trouve aux abords ouest du cap.

## Localisation et urbanisme
Le versant oriental de Bénat, situé en continuité sud du quartier de La Favière, contient aujourd'hui plus de 1 200 maisons de particuliers. Le domaine n'est accessible qu'aux habitants en raison de mesures prises par les associations syndicales de propriétaires. Le domaine se termine côté ouest sur la ligne de crête descendant vers le hameau de Cabasson et le fort de Brégançon.
Sur les pointes du cap Bénat et du cap Blanc des batteries de marine ont été installées en 1811, puis rénovées en 1848 tout comme celles de Leoube ; elles sont aujourd'hui désaffectées ainsi que le sémaphore sur la crête.
Le cap Benat intègre le phare du cap Blanc à environ 500 m sur le cap éponyme, mis en service vers 1895.

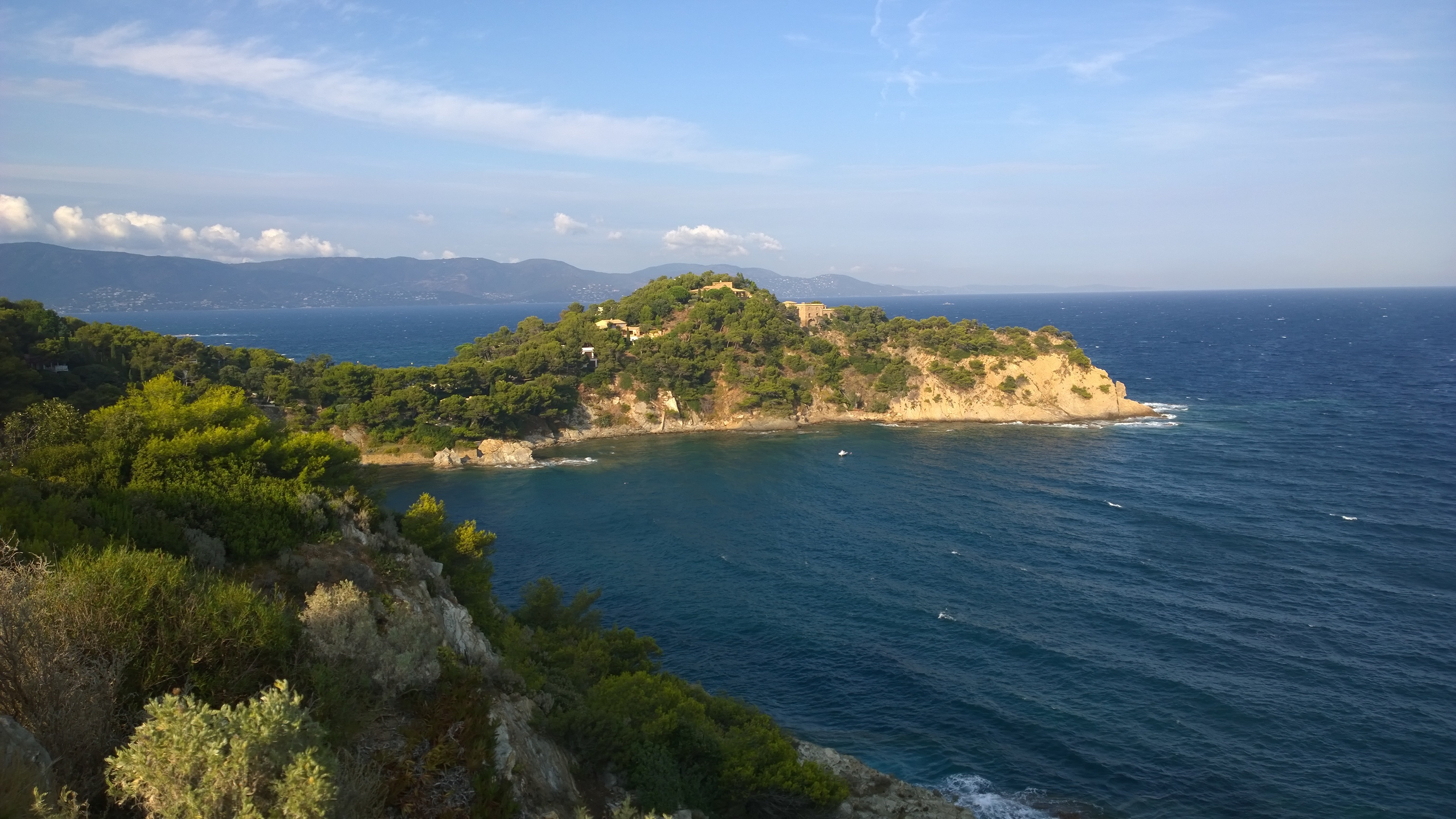
Pointe du cap Bénat, depuis le cap Blanc.
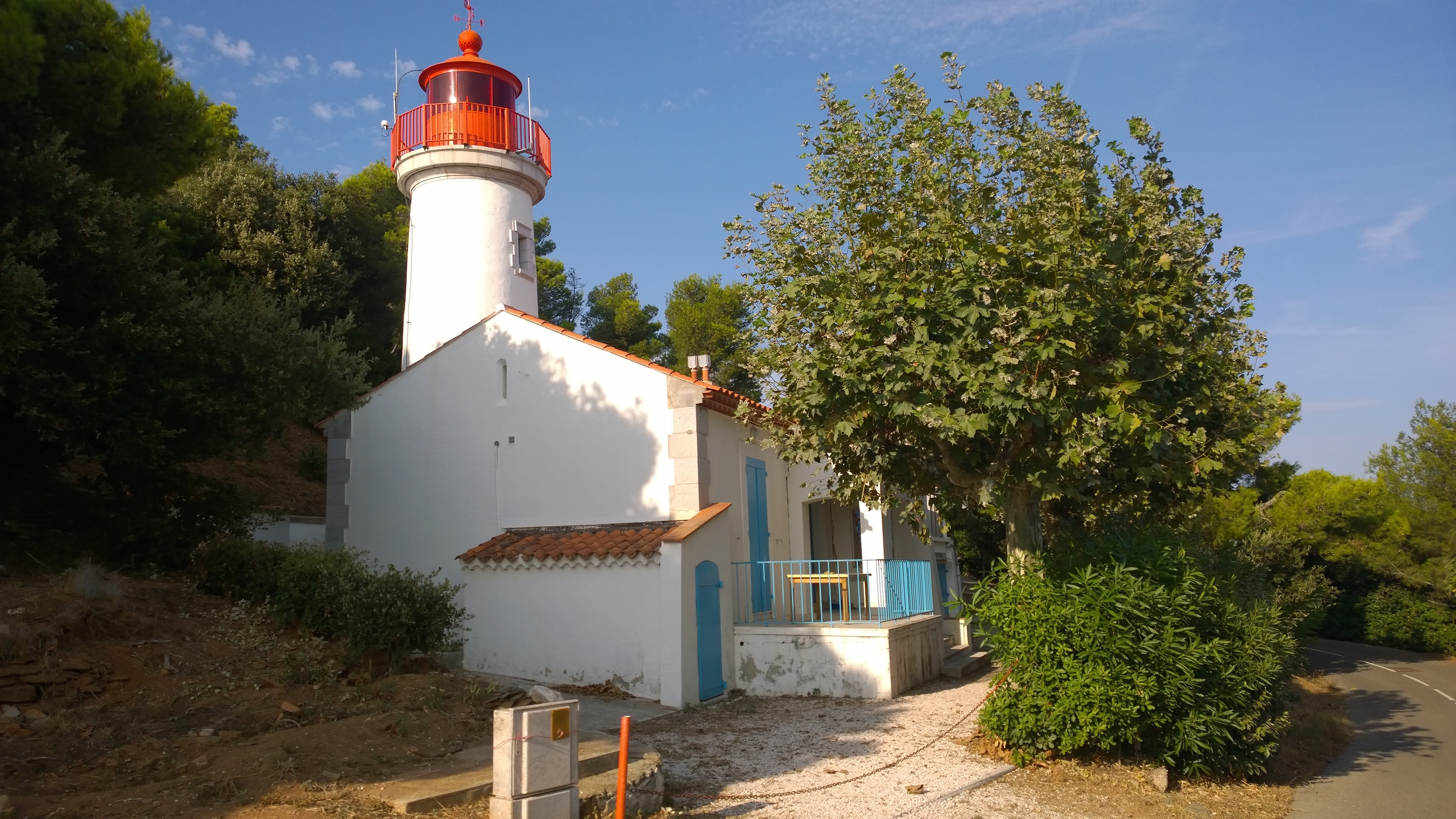
Phare du cap Blanc.
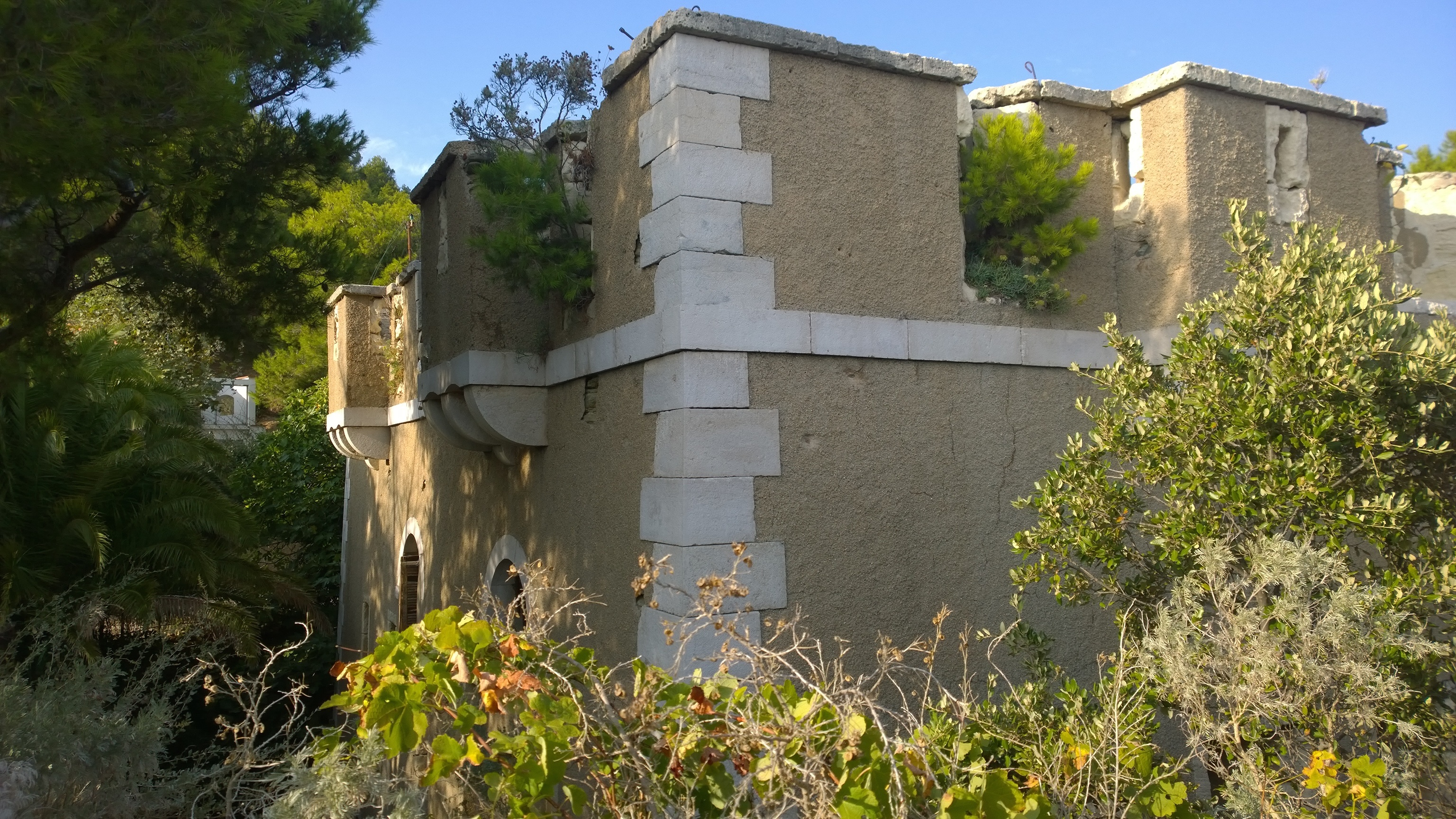
Vestiges de la batterie du cap Blanc.
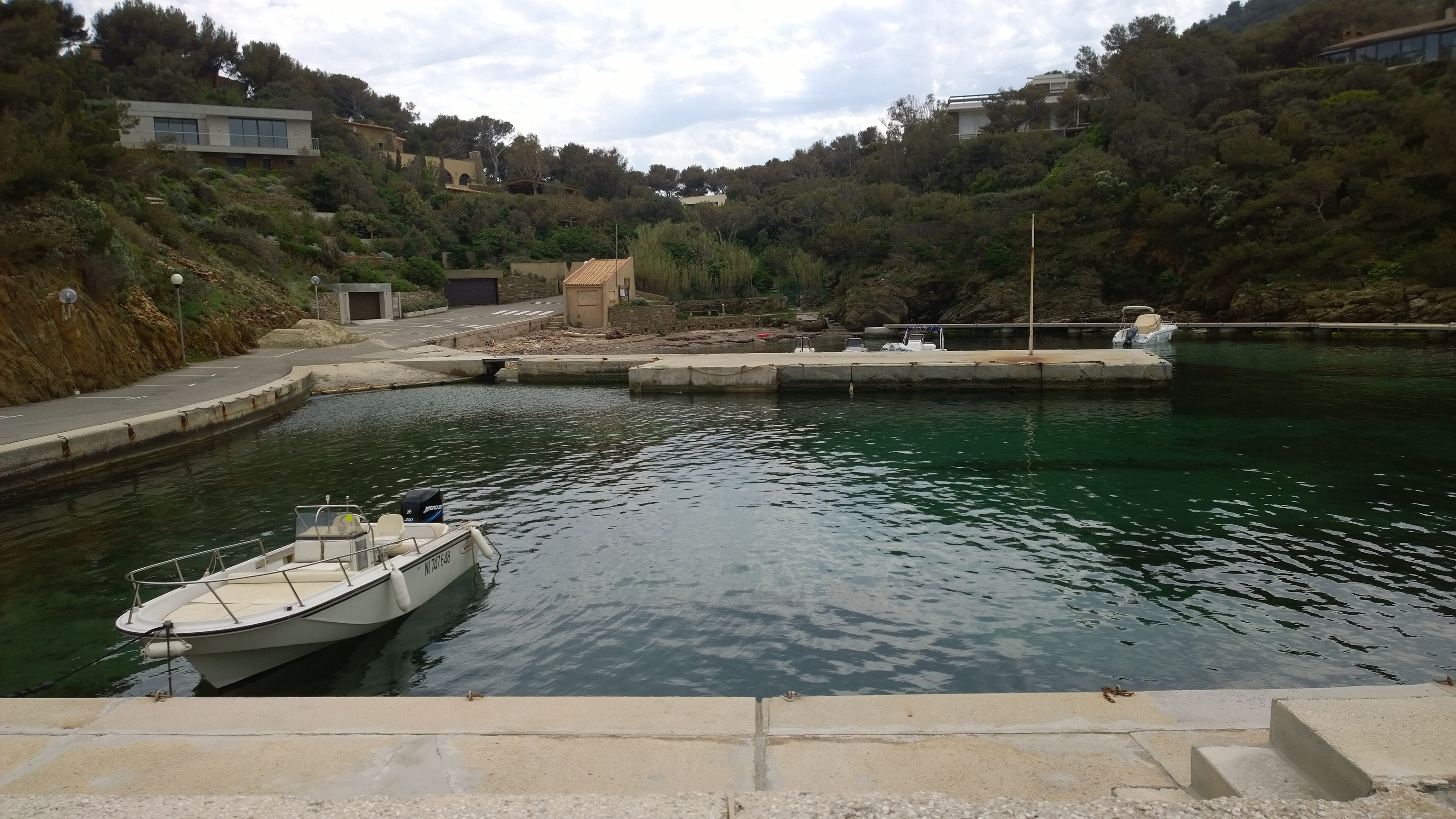
Port du Pradet en hiver.
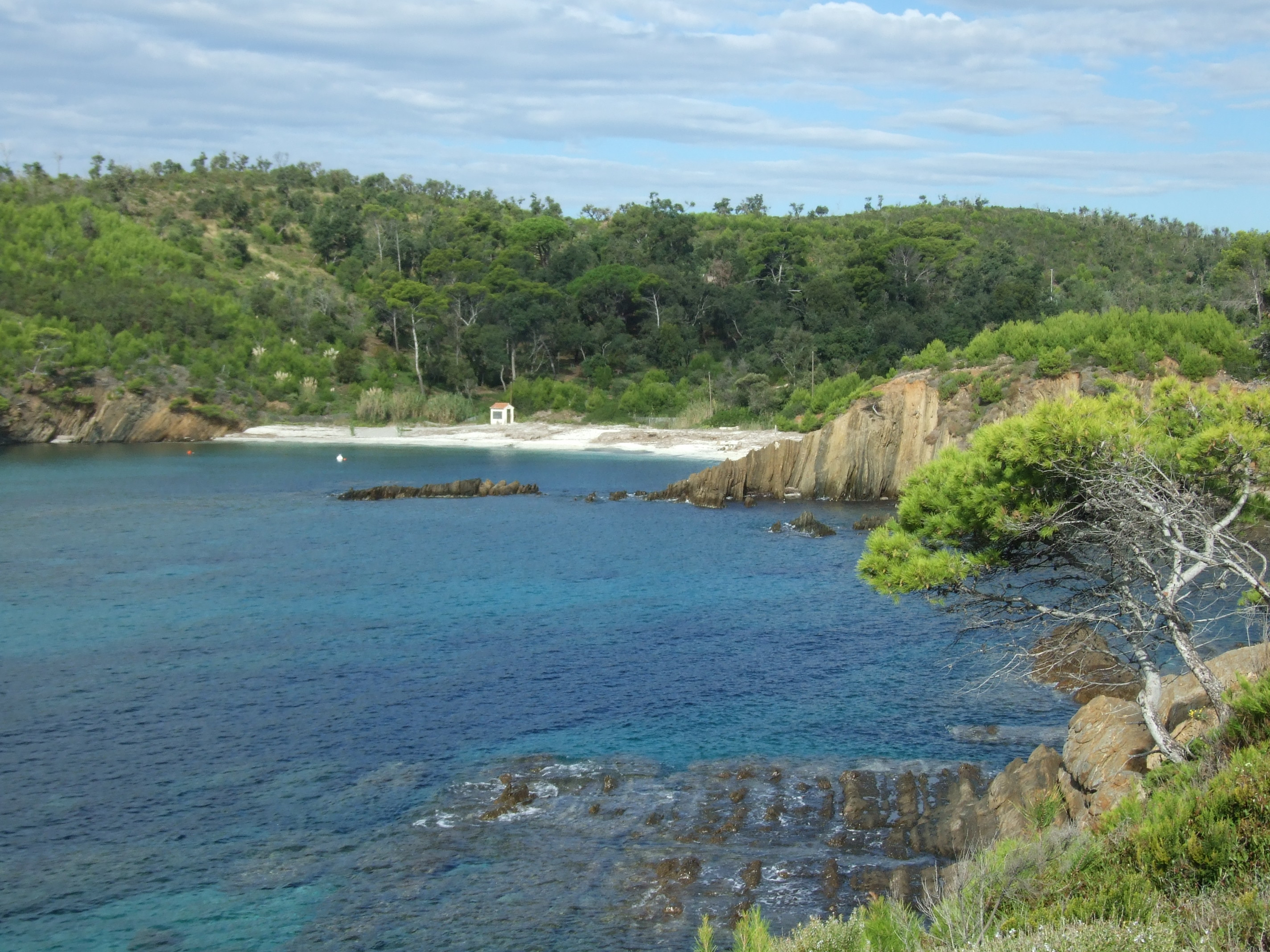
Calanque de la Tripe, entre le cap Bénat et la pointe de la Galère.
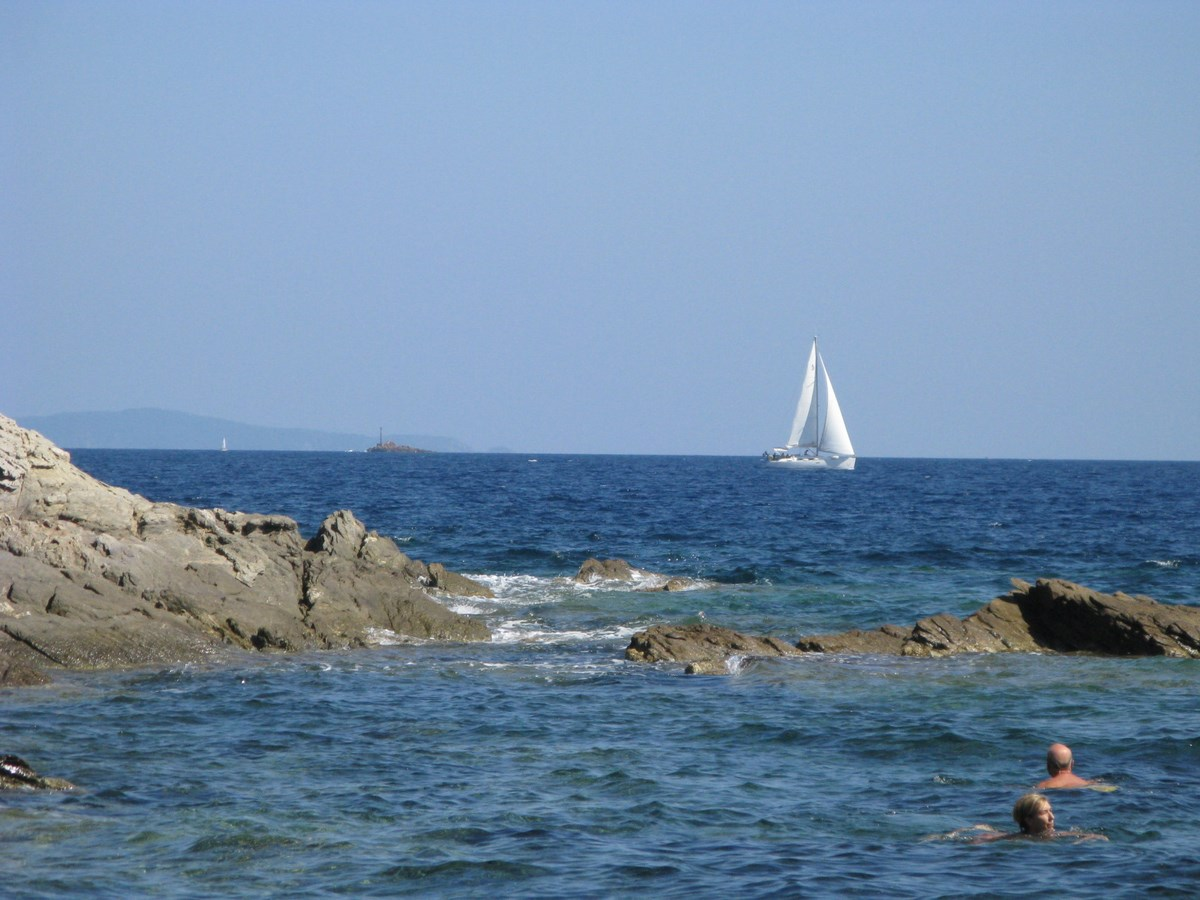
Îlot de la Fourmigue vu depuis le cap Bénat.

## Historique
Le versant côté est (environ 300 ha d'un seul tenant, en amphithéâtre vers la baie du Gau) a été la propriété de la famille de Retz qui y possédait un château, sa chapelle et ses dépendances.
En 1926, la dernière propriétaire de ce vaste domaine de Bénat,  Marie-Louise de Retz-Bressolles, épouse de Gontran Merle du Bourg, vend 270 ha à Georges-Marie Haardt, se réservant le château et une contenance de 30 ha, avec le droit d'accès.
Georges-Marie Haardt, directeur général de Citroën (créateur des Croisière noire et Croisière jaune) l'a acheté, ainsi que de nombreuses autres parcelles à divers particuliers, dans le but de l'aménager et a contracté avec la Société Eau et Assainissement pour assurer la desserte en eau potable de l'entière propriété. L'explorateur meurt en mars 1932 à Hong Kong lors de la Croisière jaune, laissant inachevé le petit château de Cristaou tout au bout du cap, un porche d'entrée et une maison d'hôte.
La succession Haardt (Madame Haardt-Goudsticker et Claude M E Haardt-Schnetzier) aboutit à une vente aux enchères en 1937 : la partie sud couvrant environ 130 ha est acquise par la Société artistique du cap Bénat (Monsieur Armand Touche) ; la partie nord est acquise par la Société de la plage de Bénat (Monsieur Charles Josefovitch) qui acquiert la même année les 30 ha restant appartenant à Mme du Bourg de Retz ; la famille Josefovitch, d'origine lituanienne, s'installant dans le château avant d'émigrer aux États-Unis en 1942.
Puis la SA du domaine de la baie du Gaou-Bénat acquiert 162 ha de la Société de la plage de Bénat qui reste propriétaire de 10 ha autour du château et ses dépendances. Ses ayants-droit sont toujours propriétaires et viennent, en 2008, de rénover le château.
La SA du domaine du Gaou-Bénat obtint, par arrêté préfectoral du 16 septembre 1958, l'autorisation de réaliser le lotissement de la baie du Gaou Bénat.
La partie sud restera en l'état pendant une vingtaine d'années avant d'être très lentement lotie à la suite de l'arrêté préfectoral du 8 octobre 1953, plusieurs fois modifié jusqu'en 1958, pour former le Lotissement du cap Bénat auquel on accédait en empruntant les voies formées dans le lotissement de la baie du Gaou Bénat. Parmi les premiers acquéreurs, on compte le président de la République Vincent Auriol pour le Patio, Lucien de Valroger, Albert-Auguste Prouvost, Ignace Mulliez, puis l'explorateur et cinéaste Marcel Ichac. Éric Boissonnas y fait construire la villa L'Esquillette par l'architecte moderniste américain Philip Johnson. En 1972, la Société Provaralp a racheté 30 hectares restant à aménager, à la suite de la liquidation judiciaire de la Société artistique du cap Bénat.
Un petit port a été construit dans le domaine par la Société civile de l'anse du Pradet. Ce petit port apparaît dans le film Le Grand Bleu réalisé par Luc Besson qui a acheté la bâtisse de la pointe du Cristaou. Après des problèmes de permis de construire, il revend cette demeure en 2006.

## Demeures historiques environnantes

### Sur le domaine du cap
- Le château de Benat, demeure historique de Mme du Bourg de Retz puis de la famille Josefovitch.
- Le château de Cristaou, sur le domaine de La Cristaou, a été édifié en 1928 par Georges-Marie Haardt, directeur de Citroën et fondateur de la Croisière jaune, expédition de 1931-1932 entre Paris et Pékin. Le réalisateur Luc Besson possèdera cette demeure entre 1995 et 2006[6].
- La villa Le Patio, ayant appartenu au président de la République Vincent Auriol entre 1947 et 1954[4].
- La villa L'Esquillette, conçue par l'architecte moderniste américain Philip Johnson.

### Sur le secteur de Cabasson
- Le fort de Brégançon, résidence d'État utilisée comme lieu officiel de villégiature du président de la République française.
- La Tour Sarrazine, propriété du Grand Duc de Luxembourg[7].
- La villa La Reine Jeanne, imposante maison de villégiature, construite en 1928 par l'architecte américain Barry Dierks pour le commandant Paul-Louis Weiller (1893-1993), aviateur durant la Première Guerre mondiale, patron d'industrie et pionnier de l'industrie aéronautique[8]. Séjournèrent dans cette propriété, notamment les souverains de Belgique.
- La villa de villégiature de Marcel Bich, à Cabasson.
- Le domaine de Malherbe ou le peintre Henri-Edmond Cross réalisa certaines de ses toiles[9].

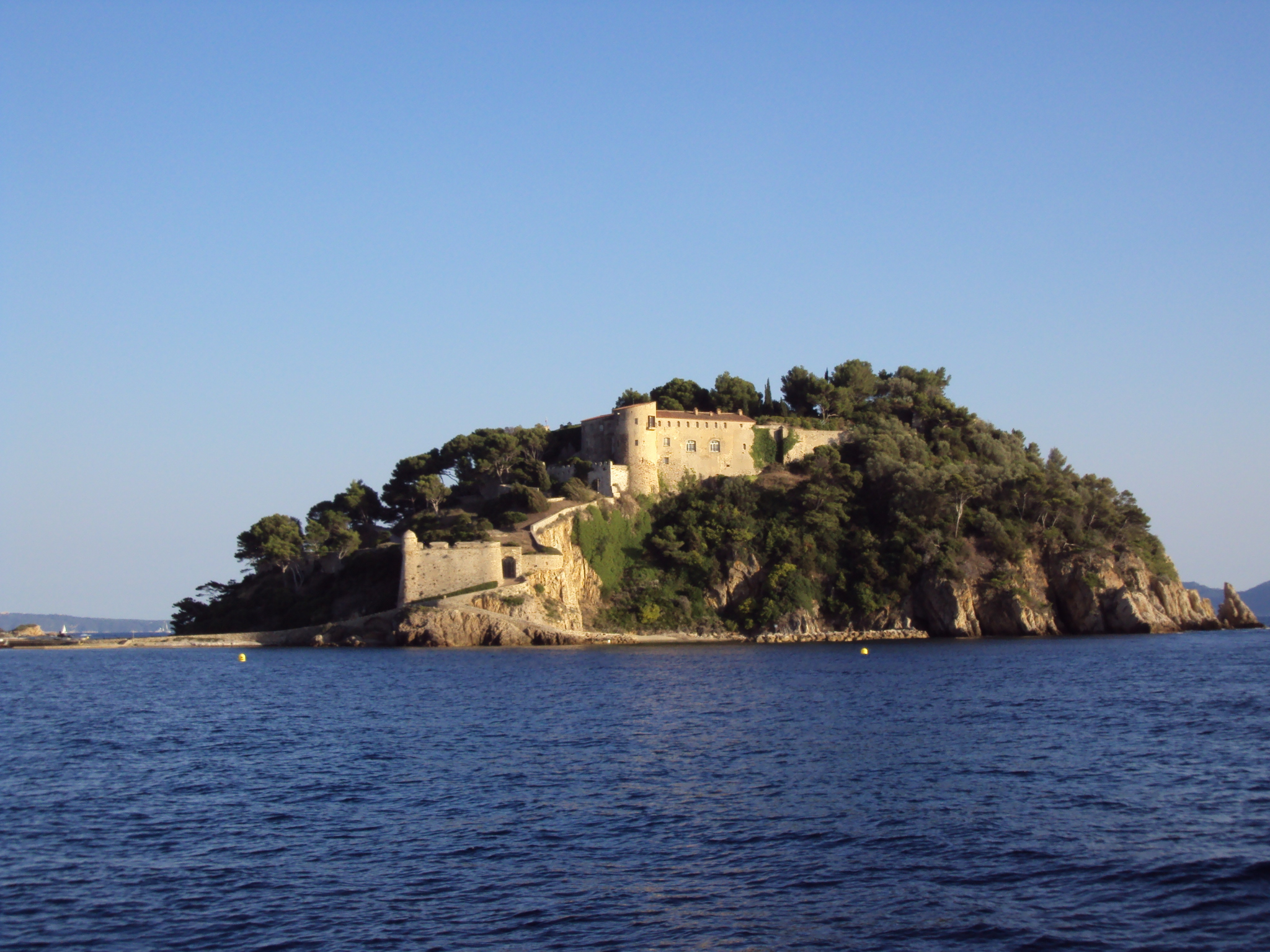
Fort de Brégançon, depuis la plage de Cabasson.
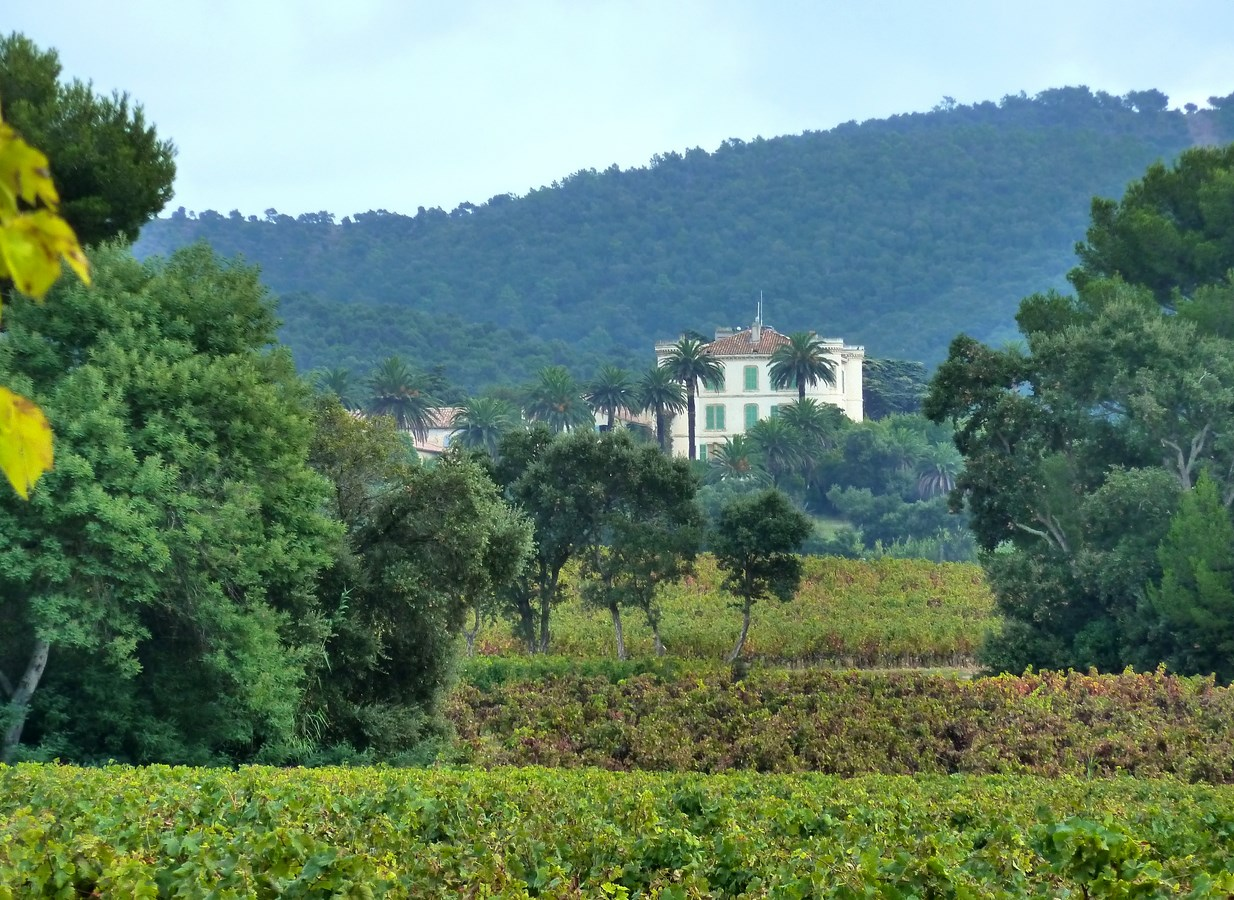
Château de Brégançon, sur la route de Léoube.
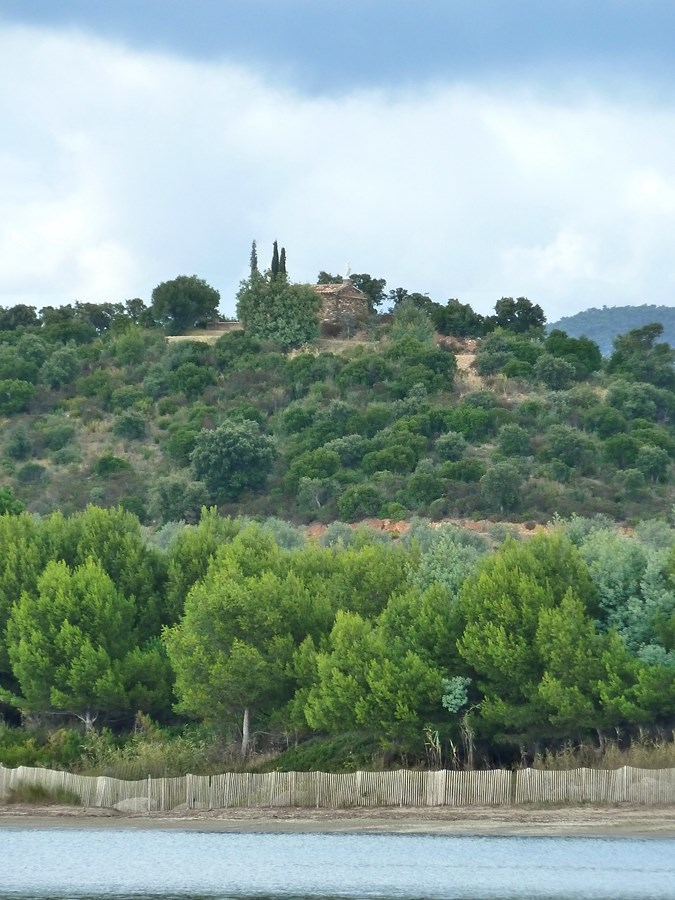
Chapelle de Saint-Georges à Léoube.